# 南遣舰队
南遣舰队（日语：南遣艦隊，なんけんかんたい）是一支旧日本大日本帝國海軍部队，为进攻中南半島而组建。直到终战之前，总计有5支艦隊为了東南亚的驻留和防衛任务而被组建。「南遣」之名相关的部队，第一次世界大战时期为了攻占整个德属南洋诸岛而临时组建的「第一南遣枝隊」「第二南遣枝隊」「特別南遣枝隊」是为前身。

## 概述

### 編制
（新編時的編制）
- 香椎、占守、特設炮舰金剛山丸、音羽丸、留萌丸、第81警備队、第81通信队

（为支援南方作战1941年12月2日～1942年4月之間所增加的战力）
- 舰队旗舰：重巡洋舰鳥海、司令長官：小泽治三郎中将
- 第七战队：旗舰：重巡洋舰熊野、司令官：栗田健男少将
  - 重巡洋舰熊野、鈴谷、最上、三隈
- 第三水雷战队：旗舰：轻巡洋舰川内、司令官：橋本信太郎（日语：橋本信太郎）少将
  - 轻巡洋舰川内
  - 第十一驱逐队：驱逐舰吹雪、白雪、初雪
  - 第十二驱逐队：驱逐舰群雲、東雲、白雲
  - 第十九驱逐队：驱逐舰磯波、浦波、敷波、綾波
- 第四潜水战队、司令官：吉富説三少将
  - 第十八潜水队：潜水舰伊53、伊54、伊55
  - 第十九潜水队：潜水舰伊56、伊57、伊58
- 第五潜水战队、司令官：醍醐忠重少将
  - 第二十八潜水队：潜水舰伊59、伊60
  - 第二十九潜水队：潜水舰伊62、伊64
  - 第三十潜水队：潜水舰伊65、伊66
- 第九潜水队（第六潜水战队所属）
  - 機雷敷設潜水舰伊123、伊124
- 第十二航空战队、司令官：今村脩少将
  - 特設水上機母船神川丸、山陽丸
  - 機雷敷設舰辰宮丸、長沙丸
- 第二十二航空战队、司令官：松永貞市（日语：松永貞市）少将
  - 元山航空队
  - 美幌航空队
- 第九特別根据地队、旗舰：初鷹
  - 相良丸
  - 第一掃海队：掃海艇一、二、三、四、五、六号
- 第十二驱潜队、司令官：平岡粂一少将
  - 七、八、九号驱潜艇
- 第十二特別根据地队、司令官：奥信一少将
  - 通信队、陸战队一個中队
  - 工作舰朝日、病院船朝日丸、給炭舰室戸

### 歴代司令長官
- 平田昇中将（1941年7月31日-）
- 小泽治三郎中将（1941年10月18日-改名後留任）

### 歴代参謀長
- 澤田虎夫（日语：澤田虎夫）少将（1941年7月31日-改名後留任）

## 第一南遣艦隊

### 編制
（南西方面舰队新編時的編制）
- 直卒-香椎、占守岛
- 第9根据地队（马来半岛防衛、司令部为槟岛）
- 第10特別根据地队（印度支那防衛、司令部为西贡）
- 第11特別根据地队（新加坡防衛、司令部为新加坡）
- 第12特別根据地队（尼科巴群岛、安达曼群岛防衛、司令部为布莱尔港）
- 附属-敷設舰勝力、特設水上機母舰相良丸（日语：相良丸）、第5驱逐队、第3測量队、第40航空队

※1943年在缅甸新增第13根据地队（第12特根的一部分）

### 歴代司令長官
- 小澤治三郎中将（留任-）
- 大川内伝七（日语：大川内伝七）中将（1942年7月14日-）
- 田結穣（日语：田結穣）中将（1943年9月20日-）
- 福留繁中将（1945年1月13日-投降）

### 歴代参謀長
- 澤田虎夫（日语：澤田虎夫）少将（留任-）
- 滨田浄少将（1939年6月20日-）
- 鳥越新一（日语：鳥越新一）少将（1943年8月27日-）
- 朝仓丰次少将（1944年8月16日-投降）

## 第二南遣艦隊

### 編制
（改称時的編制）
- 直卒-足柄、厳島 (敷設艦)（日语：厳島 (敷設艦)）
- 第16戦隊-名取、鬼怒、五十鈴
- 第21特別根拠地隊（爪哇岛防衛、司令部为苏腊巴亚）
- 第22特別根拠地隊（婆罗洲防衛、司令部为巴厘巴板）
- 第23特別根拠地隊（苏拉威西岛防衛、司令部为望加锡）
- 第24特別根拠地隊（巽他群島、新几内亚防衛、司令部为安汶）
- 附属 - 筑紫 (測量艦)（日语：筑紫 (測量艦)）、山陽丸、第2砲艦隊、第9測量隊

### 歴代司令長官
- 南西方面艦隊司令長官兼任（改称-）※实际第三艦隊司令長官高橋伊望中将留任→高須四郎中将継承
- 岩村清一（日语：岩村清一）中将（1943年4月15日-）
- 三川軍一中将（1943年9月3日-）
- 河瀬四郎（日语：河瀬四郎）中将（1944年6月18日-）
- 柴田弥一郎中将（1945年1月29日-投降）

### 歴代参謀長
- 南西方面艦隊参謀長兼任（改称-）※实际上第三艦隊参謀長中村俊久（日语：中村俊久）少将留任
- 松崎彰少将（1943年4月15日-）
- 長谷真三郎少将（1945年1月19日-投降）

## 第三南遣艦隊

### 編制
（新編時的編制）
- 直卒-球磨、八重山 (敷設艦)（日语：八重山 (敷設艦)）
- 第31特別根拠地隊（吕宋岛防衛、司令部为马尼拉）
- 第32特別根拠地隊（棉兰老岛防衛、司令部为达沃市）
- 附属-讃岐丸、第36共同丸、日祐丸、第2測量隊

### 歴代司令長官
- 杉山六蔵（日语：杉山六蔵）中将（1942年1月3日-）
- 太田泰治（日语：太田泰治）中将（1942年12月1日-）
- 岡新（日语：岡新）中将（1943年9月20日-）
- 南西方面艦隊司令長官兼任（1944年8月15日-投降）※三川軍一→大川内伝七（日语：大川内伝七）が歴任

### 歴代参謀長
- 近藤泰一郎（日语：近藤泰一郎）少将（1942年1月3日-）
- 橋本象造（日语：橋本象造）少将（1943年1月11日-）
- 島本久五郎（日语：島本久五郎）少将（1944年7月27日-）
- 南西方面艦隊参謀長兼任（1944年8月15日-投降）※有馬馨（日语：有馬馨）兼任

## 第四南遣艦隊

### 編制
（新編時的編制）
- 直卒-厳島 (敷設艦)（日语：厳島 (敷設艦)）
- 第24根拠地隊（巽他群島防衛、司令部为弗洛勒斯岛）
- 第25特別根拠地隊（斯兰岛防衛、司令部为安汶）
- 第26特別根拠地隊（哈马黑拉岛防衛、司令部为カウ）
- 附属-第934航空隊、2個防空隊、1個設营隊

### 歴代司令長官
- 山县正乡中将（全期間）※解散之后，于归国途中在中国大陆战死，死后追授海軍上將军衔。

### 歴代参謀長
- 岡田為次（日语：岡田為次）少将（全期間）